# Monetização
Monetização é o processo de converter algo em dinheiro. Geralmente refere-se à cunhagem de moedas ou à impressão de papel-moeda pelos bancos centrais.